# Alfred Stelzner
Alfred Wilhelm Stelzner (Dresde, 20 de diciembre de 1840 - Wiesbaden, 25 de febrero de 1895) fue un geólogo germano-argentino.
Llegó a Córdoba (Argentina) en 1871, contratado por la Academia Nacional de Ciencias de Córdoba, trayendo una sólida formación en Geología y Mineralogía, además en las disciplinas y métodos afines a su especialidad. Inició los estudios sistemáticos del suelo del país e introdujo el uso del microscopio petrológico. Entre sus muchas actividades, formó una colección de cortes delgados para que sus futuros discípulos practicaran el manejo de ese instrumento.
Stelzner fue un brillante discípulo de von Cotta, en la Escuela de Minas de Freiberg, Alemania. Entre sus primeras exploraciones recorrió las sierras de Córdoba.
Publicó en 1873 en una revista austríaca observaciones sobre los minerales y sus criaderos encontrados en sus trabajos. En ellos figuran las primeras descripciones de pegmatitas y el hallazgo de berilio, apatita y triplita en el cerro Blanco de La Hoyada, al oeste de Tanti, Córdoba.
Entre 1871 y 1874 Stelzner señaló por primera vez la existencia de rodocrosita en el distrito minero Capillitas. Sus importantes trabajos fueron publicados en Alemania entre 1876 y 1885, en la obra titulada Beiträge zur Geologie und Paläontologie der Argentinischen Republik. Se presenta este carbonato acompañado a la galena y a la blenda asociado en pequeñas capas, especialmente en las minas Restauradora, Esperanza, Ortiz, Rosario, Carmelita y otras de las 39 que integran el distrito. Sin embargo, la aplicación como piedra decorativa data de muchos años después de la publicación de Stelzner.
Regresó a Alemania para hacerse cargo de la cátedra que dejara su maestro. Para reemplazarlo llegó a Argentina Luis Brackebusch, infatigable geólogo que realizó el primer Mapa Geológico de la República Argentina. Junto a Brackebusch vinieron los hermanos Düering.
Fue el fundador y primer director del Museo de Mineralogía, el cual fue inaugurado el 6 de abril de 1871 con muestras de minerales, rocas y fósiles que trajo de Europa. 
Los resultados de sus trabajos fueron publicados en Alemania. En 1874 renunció a su cargo en el Museo para aceptar una cátedra en la Real Academia de Minería de Freiberg. En 2010, un nuevo borato de calcio descubierto en la mina Santa Rosa, en Susques, Jujuy (Argentina) recibió el nombre de alfredstelznerita en su honor.